# 千田町 (名古屋市)
千田町（せんだちょう）は、愛知県名古屋市西区の地名。

## 歴史

### 沿革
- 1934年（昭和9年）1月15日 - 西区栄生町の一部により、同区千田町が成立[3]。
- 1941年（昭和16年）1月15日 - 一部が西区八坂町に編入される[4]。
- 1994年（平成6年） - 廃止。